# Bois-Anzeray
Bois-Anzeray è un comune francese di 170 abitanti situato nel dipartimento dell'Eure nella regione della Normandia.

## Società

### Evoluzione demografica
Abitanti censiti